# Nouvelles luttes extravagantes
Nouvelles Luttes extravagantes, venuda en anglès com Fat and Lean Wrestling Match i com The Wrestling Sextette, és un curtmetratge mut francès de 1900 dirigit per Georges Méliès.

## Trama
En una estora de lluita, dues dones es canvien màgicament de la roba de lluita per la roba de carrer, i després es canvien per lluitadors masculins, que es colpegen entre ells de manera exagerada. Un d'ells desmunta l'altre i després el torna a muntar. Les dones reapareixen i els quatre lluitadors fan una reverència.
Entren dos lluitadors més, un home fort i un home prim. El fort aplana l'altre com una creps i l'enrotlla, però l'home prim torna a la vida i la lluita es reprèn. L'home fort és destrossat, però les seves extremitats tornen màgicament al seu tors i tot va bé.

## Producció
Com que la lluita era una atracció habitual del carnaval a la França de principis del segle xx, era un tema d'especial interès per als exhibidors de fira als quals Méliès comercialitzava les seves pel·lícules. Méliès va trobar l'oportunitat de parodiar aquests combats de lluita diverses vegades, amb Nouvelles luttes extravagantes un exemple notable. Méliès havia tocat anteriorment amb el tema d'un cos que es desmuntava i es tornava a muntar a "The Recalcitrant Decapitated Man", una il·lusió escènica d'èxit al Théâtre Robert-Houdin.
El teló de fons de la pel·lícula suggereix un escenari a prop del Bòsfor. Els efectes especials utilitzats a la pel·lícula inclouen pirotècnia, maniquís, cables negres posats a terra per manipular les parts separades de el cos, i escamoteigs. La menor de les dues lluitadores femenines és interpretada per Jehanne d'Alcy.

## Alliberament i recepció
Nouvelles Luttes extravagantes va ser venuda per la Star Film Company de Méliès i està numerada del 309 al 310 als seus catàlegs. Es va vendre com a Fat and Lean Wrestling Match als Estats Units i al Regne Unit com The Wrestling Sextette. En un llibre de 1979 a Méliès, l'historiador del cinema John Frazer va comentar: "L'humor és cru però ple d'anarquia surrealista". El crític de cinema William B. Parrill, que va revisar pel·lícules mudes als anys 2010, va qualificar la pel·lícula de "trivial i molt divertida".
Se sap que sobreviuen dues versions diferents de Nouvelles Luttes extravagantes; presenten el mateix repartiment i el mateix teló de fons, però utilitzen un vestit de decoració lleugerament diferent, i cadascun presenta una seqüència acrobàtica que no es troba a l'altre.